# Arorathrips fulvus
Arorathrips fulvus är en insektsart som först beskrevs av Dudley Moulton 1936.  Arorathrips fulvus ingår i släktet Arorathrips och familjen smaltripsar. Inga underarter finns listade i Catalogue of Life.